# Universal Television
Universal Television LLC (скраћено UTV) америчка је телевизијска продукцијска кућа чији је власник NBCUniversal. Представља продукцијски продужетак мреже ; претходник куће је раније обављала исту функције, а значајан део садржаја куће се емитује на овој мрежи.

## Продуциране серије
Категорија:Телевизијске серије студија Universal Television